# Nada
La nada se define como ausencia e inexistencia de cualquier objeto. Según el contexto, existen varios conceptos de nada. La necesidad de este concepto es un escollo para el realismo ingenuo y el empirismo, porque, a ese respecto, en la realidad no existe equivalente. En el sentido común la palabra «nada» se usa para referirse a la ausencia de objetos determinados en un lugar y tiempo concretos.

## La nada en filosofía

### Filosofía occidental
Algunos consideran que el estudio de la "nada" es absurdo. Una respuesta típica de este tipo es la expresada por Giacomo Casanova (1725-1798) en una conversación con su casero, un tal Dr. Gozzi, que resulta ser también sacerdote:
Como todo, para él, era un artículo de fe, nada, para su mente, era difícil de entender: el Gran Diluvio había cubierto el mundo entero; antes, los hombres tenían la desgracia de vivir mil años; Dios conversaba con ellos; Noé había tardado cien años en construir el arca; mientras que la tierra, suspendida en el aire, se mantenía firme en el centro del universo que Dios había creado de la nada.  Cuando le dije, y le demostré, que la existencia de la nada era absurda, me cortó, llamándome tonto.}
Sin embargo, la "nada" ha sido tratada como un tema serio durante mucho tiempo.  En filosofía, para evitar trampas lingüísticas sobre el significado de "nada", se suele emplear una frase como no-ser para dejar claro de qué se está hablando.

#### Parménides
Uno de los primeros filósofos occidentales en considerar la nada como un concepto fue Parménides (siglo V a. C.), que fue un filósofo griego de la escuela monista.  Argumentó que la "nada" no puede existir mediante el siguiente razonamiento: Para hablar de una cosa, hay que hablar de una cosa que existe.  Dado que podemos hablar de una cosa en el pasado, esta cosa debe seguir existiendo (en algún sentido) ahora, y de esto concluye que no existe el cambio. Como corolario, no puede haber cosas tales como entrar en el ser, salir del ser o no ser.
Varios filósofos, influyendo, por ejemplo, en Sócrates y Platón. aceptaron esta noción de nada proveniente de Parménides. Aristóteles discrepa de Parménides y afirma: "Aunque estas opiniones parecen seguirse lógicamente en una discusión dialéctica, sin embargo, creerlas parece al lado de la locura cuando se consideran los hechos. "
En los tiempos modernos, el concepto de Albert Einstein del espaciotiempo ha llevado a muchos científicos, incluido el propio Einstein, a adoptar una posición notablemente similar a la de Parménides. A la muerte de su amigo Michele Besso, Einstein consoló a su viuda con las siguientes palabras: "Ahora ha partido de este extraño mundo un poco antes que yo.  Eso no significa nada.  Para los que creemos en la física, la distinción entre pasado, presente y futuro no es más que una ilusión obstinadamente persistente."

#### Leucipo
Leucipo (principios del siglo V a. C.), uno de los atomistas, junto con otros filósofos de su época, hizo intentos de conciliar este monismo con la observación cotidiana del movimiento y el cambio.  Aceptó la posición monista de que no podía haber movimiento sin vacío.  El vacío es lo contrario del ser. Es el "no-ser".  Por otro lado, existe algo conocido como un plenum absoluto, un espacio lleno de materia, y no puede haber movimiento en un plenum porque está completamente lleno.  Pero no hay un solo pleno monolítico, ya que la existencia se compone de una multiplicidad de plenos.  Son los "átomos" invisibles de la teoría atomista griega, ampliada posteriormente por Demócrito (c. 460-370 a. C.), que permite que el vacío "exista" entre ellos.  En este escenario, los objetos macroscópicos pueden llegar a ser, moverse por el espacio y pasar al no ser mediante el acercamiento y alejamiento de sus átomos constituyentes.  El vacío debe existir para permitir que esto ocurra, o bien hay que aceptar el "mundo congelado" de Parménides.
Bertrand Russell señala que esto no derrota exactamente el argumento de Parménides, sino que más bien lo ignora al adoptar la posición científica más bien moderna de comenzar con los datos observados (movimiento, etc.) y construir una teoría basada en los datos, a diferencia de los intentos de Parménides de trabajar a partir de la lógica pura.  Russell también observa que ambas partes se equivocaron al creer que no puede haber movimiento en un pleno, pero podría decirse que el movimiento no puede comenzar en un pleno. Cyril Bailey señala que Leucipo es el primero en decir que una "cosa" (el vacío) podría ser real sin ser un cuerpo y señala la ironía de que esto provenga de un atomista materialista.  Leucipo es, por tanto, el primero en decir que la "nada" tiene una realidad ligada a ella.

#### Aristóteles, Newton, Descartes
Aristóteles (384-322 a. C.) proporcionó la clásica salida al problema lógico planteado por Parménides al distinguir las cosas que son materia y las que son espacio.  En esta hipótesis, el espacio no es "nada" sino, más bien, un receptáculo en el que se pueden colocar objetos de materia.  El verdadero vacío (como "nada") es diferente del "espacio" y queda fuera de consideración. Esta caracterización del espacio alcanzó su cúspide con Isaac Newton que afirmó la existencia del espacio absoluto.  René Descartes, por su parte, volvió a un argumento similar al de Parménides de negar la existencia del espacio.  Para Descartes, había materia, y había extensión de la materia que no dejaba lugar a la existencia de la "nada".
La idea de que el espacio puede estar realmente vacío seguía sin ser aceptada por los filósofos que invocaban argumentos similares al razonamiento del pleno.  Aunque los puntos de vista de Descartes al respecto fueron cuestionados por Blaise Pascal, éste se negó a revocar la creencia tradicional, horror vacui, comúnmente enunciada como "la naturaleza aborrece el vacío".  Esto se mantuvo así hasta que Evangelista Torricelli inventó el barómetro en 1643 y demostró que aparecía un espacio vacío si se daba la vuelta al tubo de mercurio.  Este fenómeno se conoce como el vacío de Torricelli y la unidad de presión de vacío, el torr, lleva su nombre.  Incluso el maestro de Torricelli, el famoso Galileo Galilei había sido incapaz de explicar adecuadamente la acción de succión de una bomba.

### La nada en ontología
Diversos filósofos y teólogos han estudiado el concepto de nada (no confundir con inexistencia). El concepto de nada varía ampliamente entre las diversas tradiciones filosóficas y culturas, especialmente la occidental y la oriental. Así, en el budismo, el Shunyata es el estado vacío de la mente.

La raíz etimológica de «nada», res nata, es contradictoria del significado actual, pues significa cosa nacida. Quizás este —para muchos—[cita requerida] insospechado y contundente hecho justifique las tal vez permanentes e irreconciliables concepciones antagónicas, y la reificación no incurra ya en falacia.
En contraste, en la filosofía griega la idea de la nada surgió con los problemas de la negación del ser, de la conservación del ser y de la imposibilidad de afirmar la nada. En particular, Parménides creyó que del «no ser» (la nada) no se puede hablar. Epicuro y Lucrecio aseveraron que la materia no se puede crear de la nada, ni destruir a nada, postulados posteriormente negados por el pensamiento cristiano. En el siglo XX el empirismo lógico sostuvo que todo ocupándose de la nada es un contrasentido, un mal uso sintáctico del lenguaje. De este modo se descalificó toda especulación acerca del problema.
En las teorías de la asociación y de la asamblea de Mario Bunge se formalizan el concepto ontológico de nada como individuo nulo, que se designa mediante el símbolo {\displaystyle \Box }. En la teoría de la asociación, el individuo nulo es el elemento neutro del conjunto {\displaystyle ~S} de individuos sustanciales con la operación binaria {\displaystyle ~\circ } de asociación.

Por definición, al ser el elemento neutro de un monoide conmutativo,
{\displaystyle ~x\circ \Box =\Box \circ x=x}, donde {\displaystyle ~x\in S}.
En la teoría de la asamblea, el individuo nulo es el elemento neutro aditivo del conjunto {\displaystyle ~S} de individuos sustanciales con dos operaciones binarias, una {\displaystyle ~{\dot {+}}} de yuxtaposición y otra {\displaystyle ~{\dot {\times }}} de superposición, y una operación unaria {\displaystyle ~'} de elemento inverso. Por definición, al ser el elemento neutro aditivo de un álgebra de Boole,
{\displaystyle ~x{\dot {+}}\Box =x,x{\dot {\times }}\Box =\Box } y {\displaystyle ~x{\dot {\times }}x'=\Box }, donde {\displaystyle ~x\in S}.
En ambas teorías el concepto de individuo nulo permite formular con precisión varios teoremas de conservación. Por ejemplo:
| Ningún individuo sustancial se asocia destructivamente con otro. Si {\displaystyle ~x\neq \Box }, entonces no existe {\displaystyle ~y\in S} tal que {\displaystyle ~x\circ y=\Box } o {\displaystyle ~y\circ x=\Box }. Mario Bunge (1977) |

Bunge reifica el concepto ontológico de nada, ya que, así como la óptica necesita los conceptos de cuerpo nulo y campo de luz nulo (oscuridad), considera al individuo nulo como una ficción necesaria para la ontología.

### La nada en el existencialismo
Martin Heidegger se ocupó con hondura del problema de la nada. No lo hizo tanto en su obra cumbre, Ser y tiempo, de 1927, como en su trabajo breve ¿Qué es metafísica?, de 1930. Allí, después de plantear y elaborar la cuestión, la aborda con un reiterado interrogante: «¿Por qué hay ente en su totalidad y no más bien la nada?».
En esta obra, se estima que la nada le está vedada al pensamiento científico, porque la ciencia nada quiere saber de ella. Empero, se sostiene que la nada es significativa, pues sobre ella reposa o se asienta el ser. Así, el problema del filósofo se plantea desde el enigma de "que haya algo en vez de nada".
La existencia humana está íntimamente ligada a la nada. Se la revelan temples anímicos de profundo aburrimiento y, especialmente, de angustia. Ambos le patentizan la nada, y entre los dos le tornan incomprensible la existencia del ente en su totalidad. La angustia —de raíz kierkegaardiana— es el estado emotivo fundamental de la existencia. El hombre puede angustiarse por esto o por aquello, pero, desvanecidas estas particularidades, la existencia continúa angustiada. Y, si al existente se le interroga por la causa de su angustia, casi espontáneamente responderá: "Por nada".
En su obra fundamental El ser y la nada (1944), Jean-Paul Sartre, influido por Heidegger, durante sus estudios en Alemania, ahondará la temática heideggeriana. En este tratado, de estructura complicada, como la máxima obra de su maestro, se acabará sosteniendo que el ingreso de la nada al mundo se debe a la existencia del hombre. Como en Heidegger, la nada será anterior, lógicamente, al «no» y a la «negación», y aunque muchos crean que Sartre reifica a "la" nada, lo cierto es que usa a tal concepto de «nada» como un operador dialéctico, ya que para él la nada es algo «irrealizante», es decir, una negación de un ser que permite o da lugar a la existencia de otro u otros seres posteriores (casi siempre más evolucionados): mientras que los objetos no conscientes coinciden en su existencia con su esencia, en los humanos, al tener capacidad de consciencia, la esencia es algo que pueden realizar (ya en la existencia o en vida) posteriormente al existir.

### Filosofía oriental

#### Filosofía China
La "nada" en el taoísmo filosófico y filosofía China, se identifica con el concepto de Wuji, que se define como estado primigenio del universo no diferenciado; anterior a la existencia de algo. 
Wuji sería anterior al surgimiento del Taiji, la "gran polaridad", y de las dos fuerzas yin y yang, que son parte y dan forma al Gran Tao, que a su vez abarca a la nada y al todo; y por ello no tiene límites. Siendo así el Wuji, a través del Tao, el origen de la esencia primordial y al aspecto fundamental del universo y del hombre; que a su vez origina el orden natural de la existencia.

#### Filosofía India
En la Filosofía india, el concepto de Nada, lo podemos encontrar dentro de la doctrina Vedanta, cómo por ejemplo en la  escuela filosófica Advaita.  En esta escuela se describe a la "nada", como la nada y a su vez el todo que origina a todo; estando la nada asociada al concepto de Brahman, a través del concepto abstracto más específico   denominado Nirguna Brahman (el Brahman sin cualidades). Siendo así, Brahman la nada y el todo, que a su vez esta más allá de estos conceptos y no tiene límites.  Así, la "no nada" (la realidad y el universo de cosas fenoménicas que lo conforman), realmente sería solo una manifestación del Brahman, que se da como una ilusión denominada maya.

#### Filosofía budista
En la Filosofía budista, el concepto de Nada está relacionada al concepto de Shuniata, a menudo traducido como "vacuidad", "vaciedad" o "vacío"; el cual presenta múltiples significados dependiendo de su contexto doctrinal. Así, el concepto de Shuniata puede referirse a una comprensión ontológica de la realidad en el budismo, un estado meditativo, o un análisis fenomenológico de la experiencia (como la naturaleza del no-yo).

## La nada en ciencia
En las ciencias, al ser ontologías centrípetas[cita requerida], se tratan diversos entes nulos. Puede haber tantos individuos nulos como clases naturales. En particular destaca el vacío o campo nulo, al cual  en las teorías de campos se le asignan propiedades como poseer índice de refracción igual a uno. Físicamente es imposible delimitar una región del espacio-tiempo que no contenga cosas, ya que los campos gravitatorios no se pueden bloquear, y todas las partículas cuya temperatura no sea el cero absoluto generan radiación electromagnética (de acuerdo a la noción cuántica de energía del punto cero).
Físicamente, pues, la nada también es una idealización un estado posible pero físicamente irrealizable en la práctica. Tan es así que en la llamada aniquilación partícula-antipartícula, un caso particular del teorema ontológico arriba demostrado, no existe realmente tal aniquilación o destrucción. Se refieren {\displaystyle ~e^{+}} a un positrón, {\displaystyle ~e^{-}} a un electrón y {\displaystyle ~\gamma } a un fotón, entonces

(1){\displaystyle ~e^{-}\ {\dot {+}}\ e^{+}\ \neq \Box }

sino que 

(2){\displaystyle ~e^{-}\ {\dot {+}}\ e^{+}\ =\gamma \ {\dot {+}}\ \gamma }

La transformación física (1) es imposible ya que violaría el principio de conservación de la energía, mientras que (2) se encuentra frecuentemente en el laboratorio y es perfectamente compatible con las leyes de conservación.

### La nada en matemática
En matemática el vocablo «nada» es polisémico:
- En lógica matemática el concepto de nada, o de inexistencia, se designa mediante la negación y los cuantificadores {\displaystyle ~\neg \exists x:(\dots )} o {\displaystyle ~\nexists x(\dots )}, que puede leerse "no existe x tal que..." (= "no hay ningún x tal que..."), o su equivalente {\displaystyle ~\forall x\neg (\dots )}, que puede leerse "para todo x no ..." (= "para ningún x ...").
- En teoría de conjuntos la nada es el conjunto vacío: {\displaystyle ~\varnothing }, que se refiere a un conjunto sin elementos.

En álgebra elemental la cancelación de términos nos da como resultado el elemento neutro: {\displaystyle ~e}, que puede referirse al cero (con respecto a la suma), al uno (con respecto a la multiplicación), a la función identidad (con respecto a la composición de funciones), a la matriz de ceros (con respecto a la suma de matrices), a la matriz identidad (con respecto a la multiplicación de matrices), al vector nulo (con respecto a la suma de vectores) o a la cadena vacía (con respecto a la concatenación —de cadenas—). En aritmética la nada es el cero, se usa para representar la ausencia de un objeto en un lugar de un espacio.

### El vacío en física
En tiempos de Newton se concebía el vacío y confundía con "nada" como un medio uniforme desprovisto de masa llamado espacio cuya geometría era euclídea. La idea de Newton sobre el espacio que consideraba infinito e inmutable no estaba exenta de elementos místicos. La noción del vacío como espacio en el que las partículas materiales se movían, se vio ligeramente alterada con el desarrollo de la teoría del éter que era un medio material que permitía la propagación de las ondas luminosas en el vacío, ya que aunque Newton había propuesto que la luz estaba formada por corpúsculos ciertos experimentos como el de la doble rendija habían llevado a la concepción mayoritaria de que los fenómenos relacionados con la luz podían explicarse mejor con la teoría ondulatoria. Por lo que a finales del siglo XIX no era muy popular la idea de que el vacío no estuviera lleno de algo.
El experimento de Michelson y Morley comportó el abandono de la idea de la existencia del éter y se volvió a la idea que el vacío realmente no contenía nada. Sin embargo, tanto el principio de indeterminación de Heisenberg como la teoría cuántica de campos sugirieron que el vacío era algo físicamente más complicado, y la creación de pares llevó a la idea de que el vacío no podía ser la nada, ya que la física cuántica parecía compartir que estaba lleno de partículas virtuales que se creaban en pares partícula-antipartícula y se destruían continuamente.